# 생성문법

생성문법(生成文法, 영어: generative grammar) 또는 변형생성문법(變形生成文法, 영어: transformational-generative grammar)은 통사론의 여러 이론 중 하나이다. 이는 형식언어의 접근법을 통사론 연구에 적용한 것으로 노암 촘스키에 의해 시작되었으며 형식문법 이론의 영향을 받았다. 생성문법은 자연어의 이미 만들어진 표현들을 계속적으로 "만들어내는"(specify or generate) 일종의 규칙들의 집합이다.
생성문법은 1950년대 말에 노엄 촘스키가 창안하였다. 초기에 이 이론은 변형문법(Transformational Grammar)이라고 불리었고, 지금도 촘스키의 학설에 한해 변형문법으로 통칭되는 경우가 있다. 현재 생성문법이라는 명칭은 여러 대립하는 학설의 총칭으로 쓰이고 있다. 촘스키의 현재 학설은 최소주의(Minimalism)라고 불린다. 그 외에 핵중심구구조문법(Head-drive Phrase Structure Grammar), 어휘기능문법(Lexical Functional Grammar), 범주문법(Categorial Grammar), 관계문법(Relational Grammar), 연결문법(Link Grammar), 수형접합문법(Tree-Adjoining Grammar) 등이 흔히 거론되는 생성문법의 주요 학설이다.
촘스키는 생성문법의 주요 구성요소들이 "내재적" 보편문법의 구성요소라고 주장한다. 생성문법가들은 대부분 문법의 여러 속성들이 의사소통의 편의나 언어 습득 환경과 무관하게 인간이 생득적으로 가지고 있는 인지능력이라고 생각한다. 이러한 관점은 인지문법이나 기능주의 및 행동주의 언어학의 관점과는 대립되는 것이다.
생성문법가들은 문장이 정문 아니면 비문의 두 가지로 양분될 수 있다고 생각한다. 그리하여 생성문법의 규칙들은 어떤 문장이 정문인지 아닌지를 예측하고 판별하는 알고리듬을 제공하는 것을 목표로 하게 된다. 이러한 입장은 문법성을 연속적인 범주로 파악하는 추계문법가(Stochastic Grammarian)들의 생각과 크게 대립된다. 다만 브레즈넌 등의 일부 생성문법가는 추계적 접근법을 사용한 연구를 시도하기도 한다.

## 이론 틀
생성문법의 테두리 안에는 여러 다양한 이론 틀이 존재한다. 이들은 일정 수의 규칙 혹은 원리의 집합으로 자연언어의 모든 적격한 문장을 산출하는 것을 목표로 한다는 공통점이 있다. 생성문법이라는 개념 안에는 대체로 다음과 같은 학설들이 포함된다.
- 변형문법(Transformational Grammar, TG)
  - 표준 이론(Standard Theory, ST)
  - 확대 표준 이론(Extended Standard Theory, EST)
  - 수정 확대 표준 이론(Revised Extended Standard Theory, REST)
  - 원리와 매개변인 이론(Principles and Parameters Theory, P&P)
    - 지배 결속 이론(Goverment and Binding Theory, GB)
    - 최소주의 프로그램(Minimalist Program, MP)
- 단층위적(비변형) 문법
  - 관계문법(Relational Grammar, RG)
  - 어휘기능문법(Lexical Functional Grammar, LFG)
  - 일반화구구조문법(Generalized Phrase Structure Gramamr, GPSG)
  - 핵중심구구조문법(Head-driven Phrase Structure Grammar, HPSG)
  - 범주문법(Categorial Grammar)
  - 수형접합문법(Tree-Adjoining Grammar, TAG)

### 생성문법의 역사적 변천
생성문법론은 1950년대 후반부터 연구가 시작되었으며 규칙과 표시법에 많은 변화를 겪었다.

#### 표준 이론(1957-1965)
표준 이론이란 촘스키(1965)가 제안한 모형을 가리킨다.
표준 이론에서는 문장의 표시 층위를 심층 구조와 표층 구조로 양분하였다. 심층 구조의 문장은 변형 규칙에 따라 표층 구조의 문장으로 도출된다.

#### 확대 표준 이론(1965-1973)
확대 표준 이론에서는 다음과 같은 개념들이 사용되었다.
- 통사적 제약
- 일반화 구 구조 (엑스-바 이론)

#### 수정 확대 표준 이론(1973-1976)
수정 확대 표준 이론에서는 다음과 같은 개념들이 사용되었다.
- 엑스-바 이론의 제약
- 보문자(COMP)
- 알파 이동

#### 관계 문법(1975-1990)
관계문법은 촘스키주의 이론에 대항하여 주어, 직접목적어, 간접목적어 등의 문법관계를 핵심적인 개념으로 사용하여 연구된 문법이다.

#### 일반화구구조문법(1978-1987)
일반화구구조문법은 촘스키주의 이론에 대항하여 변형규칙 없이 구구조규칙만으로 모든 적격한 문장이 산출 가능하다는 가설에 입각하여 연구된 문법이다.

#### 지배 결속 이론(1981-1990)
지배 결속 이론은 수정 확대 표준 이론의 후신으로 방만하게 제안되었던 규칙의 수를 정리하고 한정된 수의 하위 부문으로 최대한 많은 문법현상을 설명하고자 하는 시도였다. 지배 결속 이론의 하위 부문들은 다음과 같다.
- 엑스-바 이론
- 지배 이론
- 결속 이론
- 의미역 이론
- 격 이론
- 통제 이론
- 허가 이론

#### 어휘기능문법(1982-현재)
어휘기능문법은 촘스키주의를 벗어나 성분구조에 모든 문법기능을 반영하여 해석하는 관점 대신 문법기능구조(f-structure)와 성분구조(c-structure)를 서로 다른 층위에서 바라보는 관점을 채택한 문법이다.

#### 핵중심구구조문법(1987-현재)
핵중심구구조문법은 일반화구구조문법의 후신으로 어휘부(lexicon)와 구문(construction)의 기능을 더욱 강조하게 된 것이 특징이다.

#### 최소주의 프로그램(1990-현재)
최소주의 프로그램은 지배 결속 이론의 후신으로 완벽성(perfection)과 경제성(economy)을 문법 기술의 목표로 하는 문법 기술 시도이다. 여기서는 지배 결속 이론의 개념들이 다음과 같이 수정되었다.
- 엑스-바 이론이 범주 미표시 구 구조(Bare Phrase Structure)로 변경
- 심층 구조와 표층 구조 구별의 폐기
- 지배 개념의 폐기
- 논리형식부와 음성형식부의 통합(Spell-Out)
- 국면(Phase) 개념의 도입

## 같이 보기
- 인지언어학
- 인지 혁명
- 형식 문법
- 언어 능력
- 구문 분석
- 챗GPT
- 대형 언어 모델